# فندق‌شکن کشمیری
فندق‌شکن کشمیری(نام علمی: Nucifraga multipunctata) نام یک گونه از سرده فندق‌شکن است.